# Juego de construcción de mazos

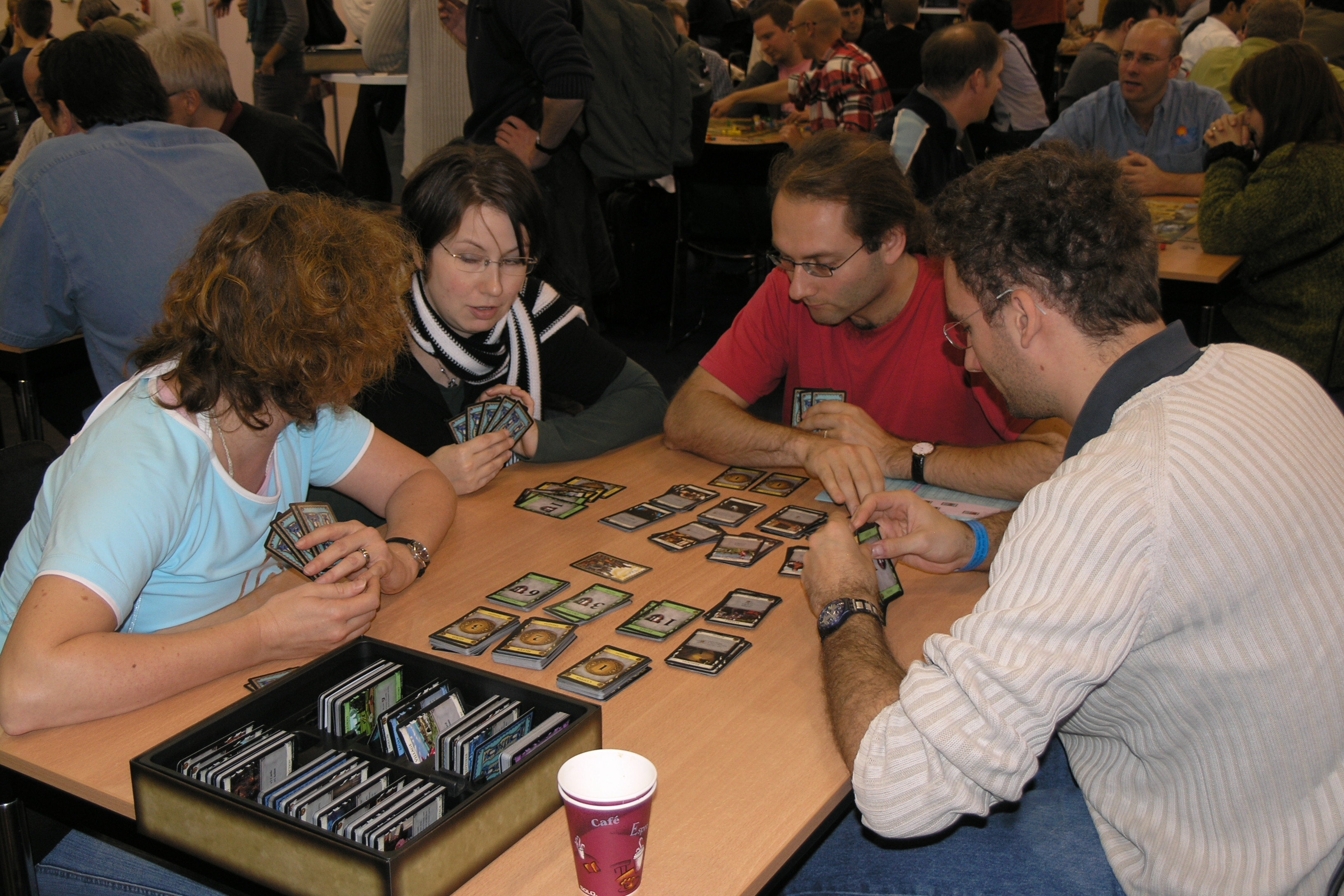
Partida de Dominion en la Feria de Essen, 2008.

Un juego de construcción de mazos es un juego de naipes cuyo sistema de juego se centra en la creación de un conjunto de cartas óptimo para alcanzar las condiciones de victoria.
Al igual que en los juegos de cartas coleccionables cada jugador construye su propio mazo, pero en este caso las cartas no se adquieren en sobres de contenido aleatorio, sino que el mazo se va construyendo en el transcurso de la partida con las cartas que el propio juego proporciona. 
Un caso típico es aquel en el que las cartas van proporcionando algún tipo de «moneda de juego» que permite al jugador adquirir nuevas cartas que añadir a su mazo.

## Historia
El primer juego de construcción de mazos propiamente dicho fue Dominion (2008), cuya popularidad propició la creación de muchos otros como Rune Age, Thunderstone, Legendary, Ascension o Warring Kingdom.